# Mount Anglem
Mount Anglem (Maori: Hananui) is het hoogste punt van het Nieuw-Zeelandse Stewarteiland. Deze 980 meter hoge berg ligt zo'n 20 kilometer ten noordwesten van Oban aan de noordkust.
Net als het grootste deel van Stewarteiland valt Mount Anglem sinds 9 maart 2002 binnen de grenzen van het Rakiura nationale park. Aan de voet van de berg ligt een tweetal meren die ontstaan zijn toen er nog een gletsjer lag. 